# كيفالوتيري
كيفالوتيري (باليونانية: κεφαλοτύρι)‏ هو نوع من الأجبان الصفراء المالحة الصلبة، والتي تصنع من حليب الغنم و\أو حليب الماعز في اليونان وقبرص. ثمة نوع آخر اسمه كيفالوغرافييرا يصنع أيضاً من حليب الغنم والماعز يباع خارج اليونان وقبرص على أنه كيفالوتيري. يتغيّر لون الجبنة بين الأصفر والأبيض، اعتماداً على خليط الحليب المستخدم.
كونه صلب جداً، يمكن استهلاك الكيفالوتيري مقلياً في زيت الزيتون وهذا يطبق يعرف باسم ساغاناكي، أو يمكن إضافته إلى أطباق أخرى كأطباق الباستا واللحوم والخضراوات المطبوخة. كما يستخدم مع جبنة الفيتا في تحضير العديد من وصفات سباناكوبيتا، حيث تشير العديد من هذه الوصفات إلى إمكانية استبدال جبنة رومانو أو بارميجيانو ريجيانو. تعود أصول هذا الجبن الشعبي المعروف في اليونان إلى حقبة الإمبراطورية البيزنطية. يمكن العثور على جبن كيفالوتيري في دول أخرى. يحتاج الجبن المصنع حديثاً إلى 2-3 أشهر لينضج، يمكن الاحتفاظ بالجبن الناضج لمدة سنة أو أكثر لكن يجب تجفيفة بنكهة قوية، أو يستهلك فوراً كمقبلات مع الأوزو أو مبشوراً مع الأطعمة الأخرى.